# Aviceda subcristata
Il baza crestato (Aviceda subcristata Gould, 1838) è un rapace della famiglia degli Accipitridi.

## Tassonomia
Attualmente vengono riconosciute 13 sottospecie di baza crestato:
- A. s. timorlaoensis (A. B. Meyer, 1893) (dalle Piccole Isole della Sonda alle Tanimbar);
- A. s. rufa (Schlegel, 1866) (Morotai, Dagasuli, Halmahera, Ternate, Tidore, Bacan e Obi);
- A. s. stresemanni (Siebers, 1930) (Buru);
- A. s. reinwardtii (Schlegel e S. Müller, 1841) (Boano, Seram, Ambon e Haraku);
- A. s. pallida (Stresemann, 1913) (Seram Laut e isole Kai);
- A. s. waigeuensis Mayr, 1940 (Waigeo);
- A. s. obscura Junge, 1956 (Biak);
- A. s. stenozona (G. R. Gray, 1858) (Nuova Guinea occidentale e isole Aru);
- A. s. megala (Stresemann, 1913) (Nuova Guinea orientale);
- A. s. coultasi Mayr, 1945 (isole dell'Ammiragliato);
- A. s. bismarckii (Sharpe, 1888) (arcipelago Bismarck);
- A. s. gurneyi (E. P. Ramsay, 1882) (isole Salomone);
- A. s. subcristata (Gould, 1838) (Australia settentrionale e orientale).

## Descrizione

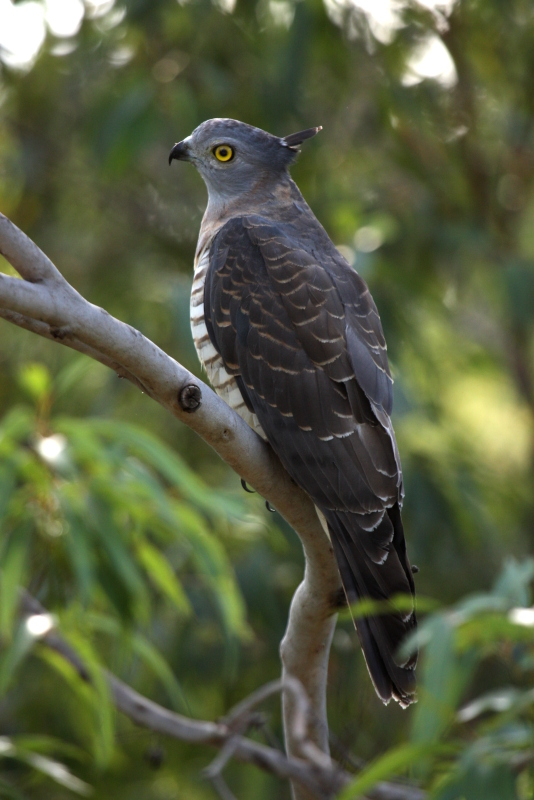
Esemplare immaturo a Kobble Creek, Queensland sud-orientale.

Il baza crestato è un rapace di medie dimensioni, dotato di coda lunga e di una cresta prominente sulla nuca. Di costituzione leggera, ha testa e collo sottili. Le ali sono a forma di pagaia, molto arrotondate e «digitiformi». Testa, collo, petto e dorso hanno una colorazione variabile a seconda delle sottospecie, e possono essere marroni (in A. s. subcristata, A. s. megala, A. s. stenozona, A. s. waiguensis e A. s. stresemanni), neri (in A. s. obscura, A. s. reinwardtii, A. s. bismarckii e A. s. coultasi), rossicci (in A. s. rufa) o grigio molto chiaro (in A. s. pallida, A. s. timorlaoensis e A. s. gurneyi); la regione ventrale è sempre bianca con barre longitudinali più o meno scure. Le zampe sono brevi e dotate di dita deboli. Gli occhi, di colore giallo oro, sono sporgenti e posti proprio ai lati della testa. I sessi sono simili, ma la femmina è più pesante del maschio (290-448 g contro 259-357 g) e rispetto a quest'ultimo ha il vertice (sommità della testa) dai toni più marroncini.
Le varie sottospecie differiscono tra loro per dimensioni, gradazione di dimorfismo sessuale, colorazione di vertice e regione dorsale, ampiezza della banda terminale della coda, e colore e intensità delle barre sull'addome. Le sottospecie insulari delle regioni occidentali e orientali dell'areale tendono ad avere dimensioni più piccole.

## Distribuzione e habitat
Il baza crestato occupa un areale molto vasto, a distribuzione australasiana, da Lombok, a ovest, fino alle isole Salomone, a est, attraverso Piccole Isole della Sonda, Molucche, Nuova Guinea, Australia, isole dell'Ammiragliato, Nuova Britannia e Nuova Irlanda. In Australia è presente in due fasce di territorio costiero, una estesa dal Kimberley alla Terra di Arnhem e l'altra da Capo York fino alla zona a est di Canberra.
Abita principalmente i boschi e le foreste tropicali e subtropicali, ma talvolta si spinge anche nelle praterie, sui terreni coltivati e nelle aree urbane. Predilige le aree ricche d'acqua.

## Biologia

### Alimentazione
Prede preferite del baza crestato sono grandi insetti, in particolare insetti stecco e mantidi, e rane. Talvolta, tuttavia, può mangiare perfino della frutta. Quando va in cerca di cibo, si sposta attraverso la volta, o rimane fermo su un posatoio a scrutare i dintorni, per poi effettuare brevi picchiate, con i piedi ben divaricati, per catturare le prede dal fogliame o in aria.

### Riproduzione
La stagione della nidificazione varia da una parte all'altra dell'areale: ad esempio, in Australia va da settembre-ottobre a febbraio, mentre in Nuova Guinea e nelle isole Salomone va da luglio a gennaio. Il baza crestato costruisce un nido rudimentale (di appena 30–40 cm di larghezza e 12–15 cm di profondità) fatto di ramoscelli, posto ben in alto, sui rami frondosi superiori di un albero. Spesso il nido è talmente leggero che viene fatto cadere dal vento. Durante l'epoca della nidificazione quest'animale è molto riservato e i genitori siedono silenziosamente nel nido, con la lunga coda sporgente in fuori. La femmina depone 2-3 uova, che vengono covate per 29-33 giorni. Dopo la schiusa, entrambi i genitori si dedicano alla nutrizione dei piccoli, che si involano a 32-35 giorni di età. Durante il corteggiamento questa specie, come tutti gli altri rappresentanti del genere Aviceda, mette in opera un volo nuziale spettacolare.